# Grégoire Delacourt
Grégoire Delacourt (Valenciennes, 26 luglio 1960) è uno scrittore, pubblicitario e regista francese.

## Biografia
Nato a Valenciennes nel 1960, non ha completato gli studi di diritto e nel 1982 ha iniziato a lavorare come copywriter arrivando a fondare una propria agenzia con la moglie Dana Philp.
Ha esordito nella letteratura nel 2011 con L'Écrivain de la famille vincendo 5 premi letterari e in seguito ha dato alle stampe altri 6 romanzi che hanno fornito il soggetto per opere teatrali e cinematografiche.
Autore di celebri campagne pubblicitarie, si è cimentato anche nella regia di un cotrometraggio e di un lungometraggio

## Opere principali

### Romanzi
- L'Écrivain de la famille (2011)
- Le cose che non ho (La Liste de mes envies, 2012), Milano, Salani, 2013 traduzione di Riccardo Fedriga ISBN 978-88-6256-927-9.
- La prima cosa che guardo (La Première Chose qu'on regarde, 2013), Milano, Salani, 2014 traduzione di Riccardo Fedriga ISBN 978-88-6715-726-6.
- On ne voyait que le bonheur (2014)
- Le quattro stagioni dell'estate (Les Quatre Saisons de l'été, 2015), Milano, Salani, 2016 traduzione di Riccardo Fedriga ISBN 978-88-6918-491-8.
- Danzando sull'orlo dell'abisso (Danser au bord de l’abîme, 2017), Milano, DeA Planeta, 2019 traduzione di Tania Spagnoli ISBN 978-88-511-7402-6.
- La donna che non invecchiava più (La Femme qui ne vieillissait pas), Milano, DeA Planeta, 2018 traduzione di Tania Spagnoli ISBN 978-88-511-6567-3.

### Letteratura per ragazzi
- La pimpinella (Une pimprenelle, 2013), Milano, Salani, 2014 traduzione di Riccardo Fedriga ISBN 978-88-6918-012-5.

## Filmografia
- On ne se refait pas (1995) (cortometraggio) (regia)
- La Préférence (1998) (regia e sceneggiatura)
- La Liste de mes envies, regia di Didier Le Pêcheur (2014) (soggetto)

## Premi e riconoscimenti
- Prix Rive Gauche à Paris: 2011 per L'Écrivain de la famille
- Prix Méditerranée des lycéens: 2013 per Le cose che non ho